# Diócesis de Soldaia
La diócesis de Soldaia (en latín: Dioecesis Soldaiensis y en italiano: Diocesi di Soldaia) fue una circunscripción eclesiástica de la Iglesia católica en Crimea. Se trataba de una diócesis latina, sufragánea probablemente de la arquidiócesis de Bósforo. Fue suprimida de hecho por los otomanos en 1475 y restaurada como diócesis titular en 1933. Desde el 29 de noviembre de 1971 es sede vacante.

## Territorio y organización

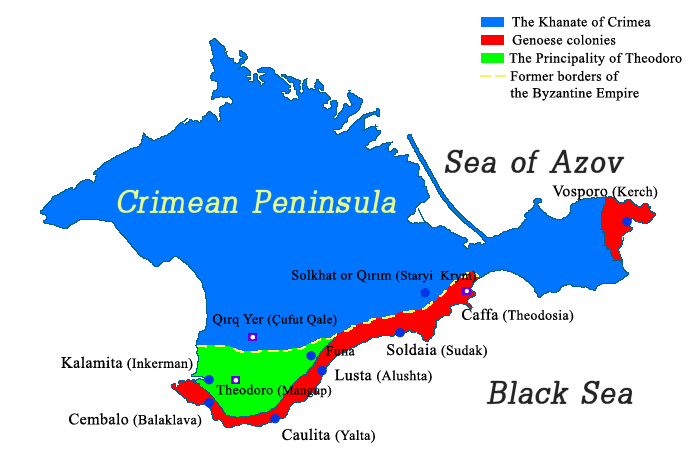
Mapa de las posesiones genovesas (color rojo) de la Gazaria en Crimea en el

La diócesis extendía su jurisdicción sobre los fieles católicos de rito latino residentes en la ciudad de Soldaia en la península de Crimea, que era parte de la colonia de Gazaria de la República de Génova.
La sede de la diócesis se encontraba en la ciudad de Soldaia, actual Sudak. En la fortaleza se encontraba la iglesia de los Doce Apóstoles.

## Historia

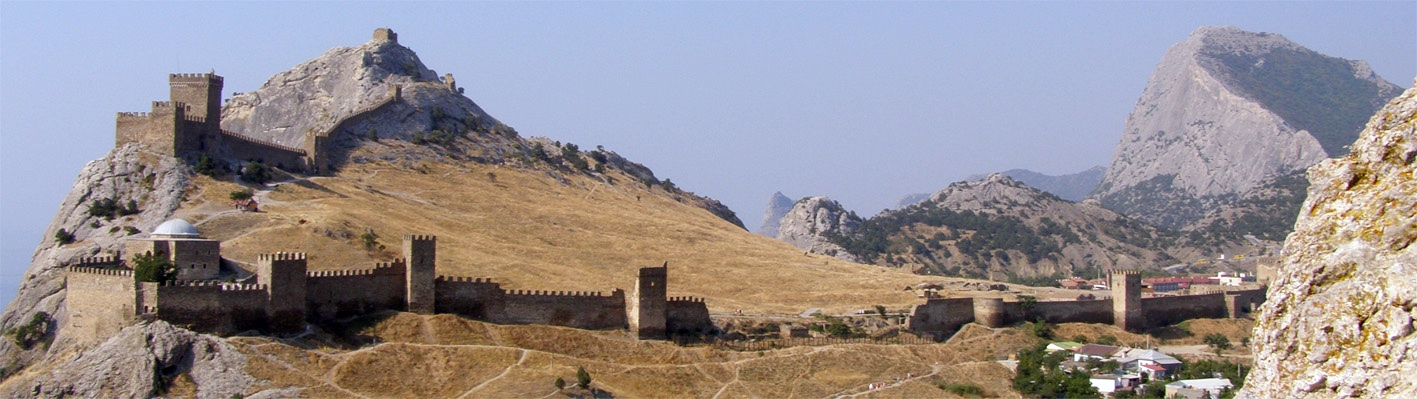
Ruinas de la fortaleza genovesa de Soldaia

Sugdea fue una antigua sede arzobispal de la provincia romana de Zechia en el patriarcado de Constantinopla. La sede está documentada en las Notitiae Episcopatuum del patriarcado desde el siglo IX hasta finales del siglo XIV, inicialmente como arquidiócesis autocéfala y luego, en el siglo XIV, como sede metropolitana sin sufragáneas. Las Notitiae del siglo XII/XIII dan testimonio de la unión de Sugdea con la arquidiócesis de Fulli bajo el nombre de Sougdouphoulloi.
Tras la conquista latina de Constantinopla en 1204, Sugdea quedó en poder del Imperio de Trebisonda, que nombró a Teodoro Grabras que actuó como un príncipe vasallo del emperador, hasta el 1222 cuando pasó a los mongoles. El 1224 se refugió el ejército y flota del sultán de Konya que la dominó un tiempo hasta hacia 1227. Los mongoles la volvieron a atacar en 1239 y la saquearon; en 1257 la visitó Rubruquis y en 1260 los hermanos Polo, de los cuales Marco era el hermano mayor y tenía una casa en Sugdea (que en 1280 dejó en testamento a los franciscanos). Los venecianos fundaron una factoría donde en 1287 se instaló un cónsul. Los genoveses son mencionados desde 1274. Al inicio del siglo XIV cuando los tártaros se hicieron musulmanes, expulsaron a los cristianos, pero Uzbeg Kan les permitió regresar en 1323.
Los genoveses estaban sólidamente instalados en Caffa desde 1314 y desde allí se apoderaron de Sugdea el 18 de junio de 1365; la ciudad quedó entonces en manos de los genoveses, que convirtieron las iglesias griegas (ortodoxas) en latinas (católicas). Los genoveses construyeron una formidable fortaleza y llamaron a la ciudad Soldaia.
Allí se erigió una diócesis de rito latino, que sobrevivió hasta la ocupación otomana de la ciudad en julio de 1475.

### Diócesis titular
Desde 1933 Soldaia figura entre las sedes titulares de la Iglesia católica como diócesis de Soldaia. Desde el 29 de noviembre de 1971 es sede vacante. Desde 1933 existe también la arquidiócesis de Sugdea, como otra sede titular que recuerda a la arquidiócesis griega.

## Episcopologio
- Bonifacio † (19 de agosto de 1393-? falleció)
- Giovanni Greenlaw, O.F.M. † (18 de septiembre de 1400-?)
- Ludovico, O.P. † (? - 15 de diciembre de 1427 nombrado obispo de Cembalo)
- Agostino di Caffa, O.P. † (23 de julio de 1432-? falleció)
- Giovanni di Pera, O.P. † (9 de julio de 1456-? falleció)
- Leonardo Wisbach, O.P. † (6 de octubre de 1480-? falleció)[nota 3]

### Obispos titulares
- José Romão Martenetz, O.S.B.M. † (10 de mayo de 1958-29 de noviembre de 1971 nombrado eparca de San Juan Bautista en Curitiba)